# Парфри, Патрик
Патрик Джозеф Парфри OC (англ. Patrick Joseph Parfrey, ирл. Padraic Seosamh Parfrey, родился 12 августа 1950 года в Корке) — ирландский и канадский регбист, регбийный тренер; после завершения карьеры — врач, учёный-эпидемиолог, сотрудник Мемориального университета Ньюфаундленда. Офицер ордена Канады (13 мая 2004).

## Регбийная карьера
Родился 12 августа 1950 года в Корке. Начал играть в возрасте 13 лет в регби, выступал на позиции центра и винга. Учился в Университетском колледже Корка на медицинском факультете, который окончил в 1975 году с отличием и степенью бакалавра хирургии. В 1980 году удостоен степени бакалавра медицины и хирургии. Играл за университетскую команду «ЮКК», выиграв с ней Кубок Манстера в 1976 году. Позже перешёл в клуб «Лондон Айриш», за который играл в 1976—1981 годах; был также его играющим тренером в 1977—1982 годах. В 1980 году довёл команду до финала Кубка Англии; с ней выступал в турне по Франции и Канаде. Играл также за команду Манстера в первенстве провинций с 1970 по 1977 годы и за команду графства Мидлсекс.
В 1973 году Парфри сыграл в составе «Манстера» матч против Новой Зеландии, который завершился вничью 3:3. 23 ноября 1974 года сыграл единственную игру за сборную Ирландии против новозеландцев в рамках турне «Олл Блэкс» по Ирландии, которая завершилась поражением Ирландии 6:15 — в том матче он получил травму паха. В 1982 году он уехал в Канаду, где выступал за клубы «Монреаль Айриш» и «Свайлерс», а с 1985 года стал тренером клуба «Ньюфаундленд Рок», выиграв с ним Суперлигу Канады. Руководил сборной Канады, участвуя с ней в чемпионате мира 1999 года, а также выиграв с ней в 1997 и 1998 годах Тихоокеанский регбийный чемпионат. 26 ноября 2001 года покинул пост главного тренера сборной Канады, уступив австралийцу Дэвиду Кларку. Позже стал президентом Регбийного союза Канады, занимал пост директора.

## Карьера учёного
Парфри работал в госпиталях Корка, Лондона (Лондонский госпиталь и Чаринг-Кросс) и Монреаля (Королевский госпиталь Виктории), а позже стал сотрудником Мемориального университета Ньюфаундленда. С 1984 года — доцент медицины. В 1987 году стал начальником отделения нефрологии при университете, в 1993 году — начальником отделения клинической эпидемиологии и профессором медицины. Занимался изучением наследственных заболеваний; проблем, связанных с пациентами в области нефрологии; проблем оказания медицинской помощи. Автор более 200 научных статей. В 2000 году удостоен премии лучшему отличившемуся исследователю от Канадского института исследований в области здоровья (англ. Canada Institute of Health Research Distinguished Scientist Award), в 2002 году — медали «За выдающиеся исследования» от фонда Kidney Foundation. В 2005 году награждён премией Ирландского национального университета Корка как почётный выпускник.
Парфри известен также как автор ряда инновационных исследований, посвящённых последней стадии почечных заболеваний, и автор исследований сердечно-сосудистых проблем у пациентов, страдающих заболеваниями почек. Работал директором Центра исследования пациентов при Health Care Corporation в Сент-Джонсе. 11 мая 2004 года награждён орденом Канады в степени офицера. Член Королевского общества Канады с 2009 года, Канадского общества нефрологии, Международного общества нефрологии, Американского общества трансплантологов, Американского колледжа врачей, Канадского общества печени.